# 小埃尔普河
小埃尔普河（法語：Helpe Mineure，法語發音：[ɛlp minœʁ]）是法国上法蘭西大區北部省与埃纳省的河流，是桑布尔河的右支流，长51千米。